# Poona Bayabao
Poona Bayabao (Gata) ist eine philippinische Stadtgemeinde in der Provinz Lanao del Sur. Sie hat 22.227 Einwohner (Zensus 1. August 2015).

## Baranggays
Poona Bayabao ist politisch in 25 Baranggays unterteilt.
| - Ataragadong - Bangon - Bansayan - Bubong-Dimunda - Bugaran - Bualan - Cadayonan - Calilangan Dicala - Calupaan - Dimayon - Dilausan - Dongcoan - Gadongan | - Poblacion (Gata Proper) - Liangan - Lumbac - Lumbaca Ingud - Madanding - Pantao - Punud - Ragayan - Rogan Cairan - Talaguian - Rogan Tandiong Dimayon - Taporog |